# Jan Cordes
Pour les articles homonymes, voir Cordes.
Jan Cordes né le 24 mai 2002, est un joueur allemand de hockey sur gazon.

## Carrière
Il a été appelé en équipe première pour concourir à la Ligue professionnelle 2021-2022.